# Saint-Projet (Lot)
 Saint-Projet  es una comuna y población de Francia, en la región de Mediodía-Pirineos, departamento de Lot, en el distrito y cantón de Gourdon.
Su población en el censo de 1999 era de 354 habitantes.
Está integrada en la Communauté de communes Quercy Bouriane .

## Demografía
| 319 | 323 | 305 | 302 | 316 | 354 |
| Para los censos de 1962 a 1999 la población legal corresponde a la población sin duplicidades (Fuente: INSEE [Consultar]) |     |     |     |     |     |